# Sent Miqueu de Montanha
Sent Miqueu de Montanha (en francès: Saint-Michel-de-Montaigne) és un municipi francès situat al departament de la Dordonya i a la regió de la Nova Aquitània.

## Demografia
| 1962                                       | 1968 | 1975 | 1982 | 1990 | 1999 | 2007 |
| ------------------------------------------ | ---- | ---- | ---- | ---- | ---- | ---- |
| 349                                        | 291  | 283  | 283  | 292  | 297  | 354  |
| Des de 1962: població sense dobles comptes |      |      |      |      |      |      |

## Administració
| Període   | Identitat             | Partit |
| --------- | --------------------- | ------ |
| 2008      | Yves Marécaux         | UMP    |
| 1947-1995 | Louis Lavaud          | PRG    |
| 1986-2008 | Georges Ciller-Duffey | PCF    |
| 2008-     | Gérard de Miras       | PS     |

## Personatges il·lustres
- Michel de Montaigne, va néixer i va morir al seu castell.